# 彭福 (成化進士)
彭福（1446年—？），字綏之，江西饒州府樂平縣人，民籍，明朝政治人物。

## 生平
江西鄉試第二十三名舉人。成化十七年（1481年）中式辛丑科會試第二百五十七名，二甲第三十名進士。

## 家族
曾祖彭日新；祖父彭時敏；父彭壽夫，母盛氏。严侍下。